# General Pico

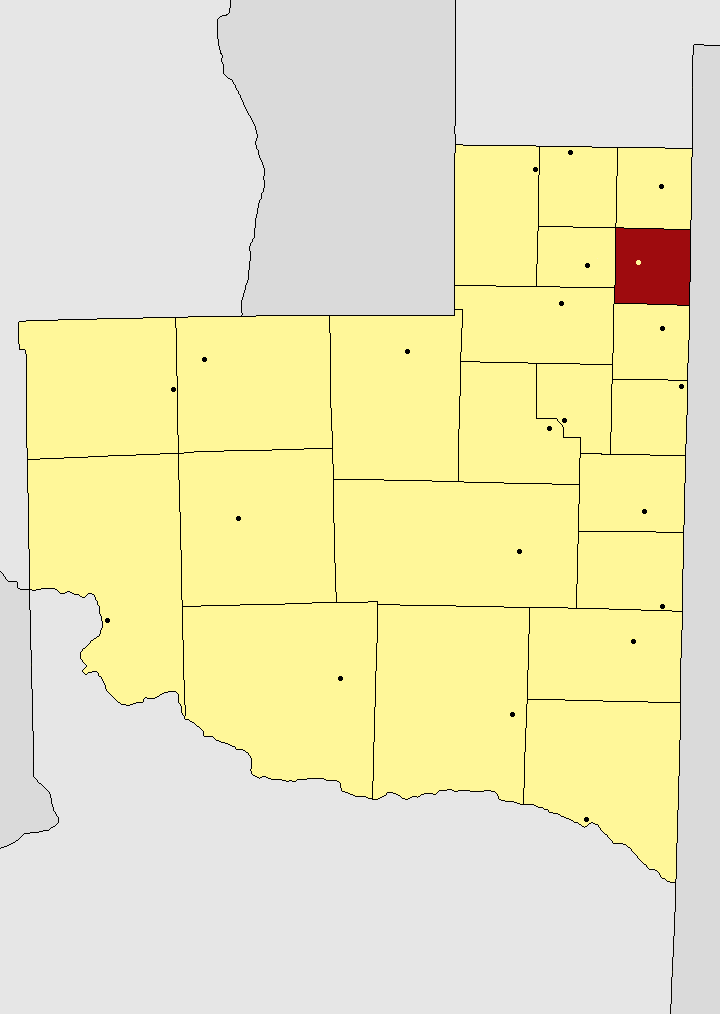

General Pico é um município da província de La Pampa, na Argentina. Com uma população de 53.352 habitantes (INDEC, 2001) e uma área de 2555 km², é a segunda cidade mais populosa da província, atrás somente da capital, Santa Rosa.